# Бернхард Беро фон Рехберг
Бернхард Беро фон Рехберг (на немски: Bernhard Bero Freiherr von Rechberg zu Donzdorf; * 17 март 1607, Донцдорф; † 9 юли 1686, Донцдорф, Баден-Вюртемберг) е благородник от швабския род „Рехберг“, имперски фрайхер на Рехберг, господар в Донцдорф в Баден-Вюртемберг, оберст-щалмайстер и оберст-хофмайстер на Курфюрство Бавария.

## Произход
Той е вторият син на фрайхер Йохан (Ханс) Вилхелм фон Рехберг († 1614) и съпругата му Анна Регина фон Рехберг († 1659), дъщеря на фрайхер Беро II фон Рехберг († 1623) и Валбурга фон Есендорф († 1613). Майка му се омъжва втори път за фрайхер Каспар фон Фрайберг († 1648).
Братята му са Йохан Рудолф (1606 – 1660), духовник в Айхщет и Аугсбург, и Хайнрих Александер фон Рехберг († 1638, убит до Волгаст), полковник-лейтенант.
Бернхард Беро умира на 79 години на 9 юли 1686 г. в Донцдорф. Синът му Франц Албрехт е издигнат във Виена на 28 януари 1699 г. на имперски граф. Дворецът Донцдорф е от 1568 до 1991 г. собственост на фамилията.

## Фамилия
Бернхард Беро се жени в Мюнхен на 15 януари 1640 г. за графиня Мария Якобея Фугер-Кирхберг-Вайсенхорн (* 9 февруари 1615; † 1695), дъщеря на Антон Фугер фон Кирхберг-Вайсенхорн (1563 – 1616) и графиня Елизабета Фугер цу Кирхберг и Вайсенхорн (1584 – 1636), дъщеря на Октавиан Секундус Фугер (1549 - 1600). Те имат три деца:
- Мария Терезия (* 1641; † 19 юни 1655, Мюнхен)
- Мария Регина Франциска († пр. 1732), монахиня ам Ангер цу Мюнхен 1663
- Франц Албрехт фон Рехберг (* 14 юли 1645, Мюнхен; † 3 май 1715), издигнат на имперски граф фон Рехберг (Виена на 28 януари 1699), в Рамсберг (1682), кемерер в Курфюрство Бавария, оберст-щалмайстер и пфлегер на Ердинг, женен на 28 май 1673 г. за фрайин Катарина Барбара Верена цу Шпаур и Флавон († 1712), дъщеря на фрайхер Освалд цу Шпаур и Флавон († 1703) и фрайин Магдалена фон Тун.